# Philippe de Barral
Philippe Octave Amédée de Barral (Voiron, 1 juli 1781 – Moisse (Bétête), 26 september 1884) was een Frans ambtenaar, diplomaat en politicus ten tijde van het Tweede Franse Keizerrijk.

## Biografie
Barral streed als cavaleriekapitein mee in de Spaanse Onafhankelijkheidsoorlog ten tijde van het Eerste Franse Keizerrijk van keizer Napoleon Bonaparte. In 1812 werd hij door de Britten krijgsgevangen genomen.
Nadien werd hij departementsraadslid in het departement Isère, en in 1852 werd hij benoemd tot prefect van het departement Cher. Vervolgens was hij volksvertegenwoordiger in het Wetgevend Lichaam voor dit departement van 1854 tot zijn overstap naar de Senaat in 1856. Op 27 november 1857 werd Barral immers door keizer Napoleon III benoemd tot senator. Hij zou in de Senaat blijven zetelen tot de afkondiging van de Derde Franse Republiek op 4 september 1870.
Hij was commandeur in het Legioen van Eer.